# Planification patrimoniale
Pour les articles homonymes, voir Planification.
 (juin 2019).
Si vous disposez d'ouvrages ou d'articles de référence ou si vous connaissez des sites web de qualité traitant du thème abordé ici, merci de compléter l'article en donnant les références utiles à sa vérifiabilité et en les liant à la section « Notes et références ».
La planification patrimoniale (désignée aussi planification financière patrimoniale ou conseils en gestion de patrimoine ou planification financière personnelle) est un processus d'anticipation relative au patrimoine.
La planification patrimoniale s'applique généralement au patrimoine d'un particulier, d'un collectif d'individus (ex.: famille, associés, copropriétaires), d'une organisation (ex.: une entreprise) ou d'une entité fiduciaire. Leur patrimoine net consiste à l'ensemble des biens possédés, évalués au prix du marché, moins les dettes et autres engagements financiers.
La planification patrimoniale consiste à prévoir l'organisation d'un patrimoine pour répondre aux préoccupations ou contraintes, ou atteindre les objectifs de son propriétaire. Pour y parvenir, la démarche consiste à évaluer le portrait socio-économique d'un client, cerner les problèmes, les besoins et les opportunités, à faire une comparaison avec la situation future souhaitée, à prodiguer des conseils et à concevoir des stratégies patrimoniales. Idéalement, cette démarche aboutit à la conception d'un plan financier global inter-reliant les divers domaines de la planification patrimoniale.

## Principaux domaines d'intervention
Les divers modèles de pratique en planification patrimoniale conçus et utilisés par les organismes réglementaires, les instituts de formation, les entreprises de services financiers ou de services professionnels, varient selon les activités typiques des professionnels encadrés. Les principaux domaines d'intervention en planification patrimoniale se déclinent en trois catégories :
- domaines généraux (fiscalité, finance, aspects légaux, risques sur la personne et/ou sur les biens),
- d'expertise (patrimoine immobilier, opérations transfrontalières, entreprise, fiducie, successoral),
- domaines reliés aux activités, aux événements de la vie ou au cycle de vie (ex.: études post-secondaires, carrière, unité familiale, loisirs, invalidité, retraite, décès).

## Processus de la planification patrimoniale
À l'égard d'un individu ou d'une entité analysée, la démarche générale d'anticipation patrimoniale suivie par un professionnel consiste à :
1. présenter une offre de services et convenir d'une entente de services professionnels en planification patrimoniale ;
2. recueillir les données socio-économiques, définir le patrimoine du client (incluant ses droits et ses charges) ;
3. établir les contraintes, les préoccupations, les points d'intérêt, les objectifs et les priorités du client ;
4. analyser la situation actuelle et son évolution probable ;
5. poser un diagnostic en cernant les problèmes, les obligations, les besoins et/ou opportunités ;
6. prodiguer des conseils et proposer des stratégies relativement à l'administration patrimoniale ;
7. élaborer un plan de gestion patrimoniale et le soumettre au client ;
8. administrer le plan d'action et le plan de suivi.

Une planification patrimoniale génère :
1. des constats de la situation du client dans son environnement socio-économique ;
2. des conseils ou stratégies relativement aux flux de trésorerie ;
3. des conseils ou stratégies relativement à l'anticipation et à l'organisation économique des affaires personnelles et familiales ;
4. des états financiers patrimoniaux ;
5. un plan segmenté/ou global comportant des conseils, des stratégies ou des recommandations inter-reliés aux domaines de la planification patrimoniale ;
6. des décisions du client, ainsi que leur mise en œuvre[1].

Idéalement, le conseiller accompagne son client dans l'administration de son patrimoine par des interventions appropriées selon l'évolution de son portrait socio-économique.

## Préoccupations, contraintes et objectifs du client
Dans son processus de travail, le professionnel de la planification patrimoniale doit découvrir et comprendre les préoccupations, contraintes et objectifs de son client. Il doit saisir leur valeur, l'urgence d'agir et les priorités du client.
Les objectifs du client en planification patrimoniale peuvent être variés, et se regroupent sous les éléments suivants :
1. personnel et familial,
2. santé,
3. développement personnel et familial,
4. retraite,
5. revenu,
6. fiscalité,
7. placement (incluant épargne et décaissement),
8. gestion du crédit et de l'endettement,
9. gestion des risques,
10. gestion des liquidités,
11. achat important.

Les principaux objectifs exprimés sont, notamment :
- réduire l'endettement et/ou atténuer le coût de crédit ;
- atténuer l'impact fiscal sur le patrimoine ;
- prendre une retraite confortable et/ou à un âge déterminé ;
- mettre au point le plan de financement d'un projet immobilier ;
- transmettre la plus grande part possible d'un patrimoine aux bénéficiaires choisis par son propriétaire tout en payant le moins de droits de succession possibles et en limitant autant que possible les étapes juridiques nécessaires au transfert ;
- prendre un congé sabbatique ;
- se désengager de responsabilités ou de charges.

Autres objectifs fréquents exprimés :
- désigner un tuteur pour ses enfants mineurs ;
- prévoir les moyens financiers nécessaires à l'éducation et les besoins des enfants ou personnes à charge ;
- planifier une organisation ou les mesures adéquates en cas d'incapacité ;
- protéger un enfant handicapé au-delà du décès de ses parents ;
- permettre de conserver le contrôle familial sur une entreprise ou activité commerciale au-delà du passage d'une génération ;
- permettre la conservation dans le giron familial d'une propriété ou d'un bien immeuble particulier.

## Principes généraux d'une démarche
Les principes généraux d'une bonne pratique d'un conseiller en planification patrimoniale sont :
1. Convenir du mandat de planification patrimoniale avec son client et définir les conditions du mandat ;
2. Adopter une bonne méthode de travail avec une instrumentation performante et à jour ;
3. Adopter une démarche de planification patrimoniale permettant d'analyser le portrait socio-économique global du client ;
4. Faire une bonne interrelation entre les divers domaines d'intervention ;
5. Clarifier les préoccupations, les attentes, les contraintes, les objectifs et les priorités du client ;
6. Obtenir des renseignements de première source, le plus possible, ou d'une source fiable ;
7. Se désister, transférer ou déléguer les aspects de la planification qui excèdent l'expertise du planificateur ;
8. Présenter plusieurs options de solutions, selon les circonstances ;
9. Clarifier la participation du client (ou de ses fournisseurs de services) à la démarche ;
10. Bien administrer les documents du client et la confidentialité des renseignements personnels ;
11. Produire un rapport écrit de l'analyse, des constats et des recommandations ;
12. Convenir et appliquer des paramètres raisonnables de projection ;
13. Reconnaître les limites de ses compétences, de son instrumentation, de sa responsabilité professionnelle et de son offre de service ;
14. Donner préséance au meilleur intérêt du client ;
15. Connaître et appliquer les règles déontologiques en vigueur établies par l'organisme réglementaire auquel le planificateur est assujetti ;
16. Orienter le client quant aux prochaines étapes du processus ;
17. Faire connaître au client les autres intervenants qui se joindront à la démarche, le cas échéant.

## Instrumentation en planification patrimoniale
Traditionnellement, les professionnels de la planification patrimoniale étaient instrumentés pour exercer dans ce domaine, avec des formulaires de cueillette de données, d'analyse et de projection. À partir de la fin du 20e siècle, ces professionnels sont dotés d'outils informatiques perfectionnés et adaptés aux juridictions fiscales, financières et légales des affaires du client. Ces outils permettent de suivre le processus général notamment établir la situation actuelle du client, établir des paramètres de projection et de mettre en perspective le portrait socio-économique d'un client. Ces illustrations à l'aide de logiciels ou de calculettes permettent de valider l'impact de stratégies ébauchées en planification patrimoniale.
Grâce à un accès par Internet aux données du client, la cueillette d'information s'automatise de plus en plus, rendant le professionnel plus performant et produisant des plans patrimoniaux correspondant encore mieux au portrait socio-économique réel du client. Cet accès se réfère notamment aux données socio-économiques sur les programmes gouvernementaux, aux institutions financières, aux institutions d'assurance, aux régimes de retraite... En sus, le professionnel est assisté d'encyclopédie de référence.